# ぷろだくしょんバオバブ
株式会社ぷろだくしょんバオバブ（英: Production BAOBAB Co.,Ltd.、略称：バオバブ）は、日本の声優事務所。日本声優事業社協議会会員。

## 概要

### 歴史
1979年（昭和54年）8月1日、青二プロダクションから所属声優16名、スタッフ6名が独立して設立。当時の主なメンバーは富田耕生を中心に、富山敬、小原乃梨子、神谷明、井上和彦、肝付兼太、緒方賢一、吉田理保子、千々松幸子、加藤修、水島裕、清水マリ、北浜晴子、野沢雅子、三ツ矢雄二、山田俊司らである。
社名のバオバブとは、小説『星の王子さま』に登場するサバンナ地帯などに生える植物の名前で、清水マリが名付けた。
1984年3月1日、たてかべ和也が社長だったオフィス央と合併（事実上、オフィス央を吸収合併した形となった）。

### その他
附属養成所にB・A・Oがあり、主な出身者に金元寿子などがいる。以前は、バオバブ学園（現：ビジュアル・スペース俳優養成所）という付属養成所を有していた。バオバブ学園は、当初は劇団がらくた工房（現在の劇団すごろく）の附属養成所だった。また、現在のビジュアル・スペースは、B・A・O設立後にぷろだくしょんバオバブから独立し、直接的には無関係な養成所になっている。
専用録音スタジオ「a Springスタジオ」を保有している。
所属声優が多数出演している作品でも、協力としてクレジットされているケースは少ないが、『宇宙大帝ゴッドシグマ』や『ニャニがニャンだー ニャンダーかめん』では、ぷろだくしょんバオバブの名前がクレジットされていた。

## バオバブシンガーズ
1979年に、当時のバオバブ所属声優による歌手ユニット「バオバブシンガーズ」を結成し、レコードを発売した。

### 作品
全作品、キングレコードから発売された。
 シングル 
- めざせモスクワ（1979年11月21日、ジンギスカンの同名曲の日本語カバー、訳詞：ケイ・ふじやま　品番：GK-364）
  - オリコンシングルチャート最高80位[4]
  - 歌詞は原曲の歌詞を全く無視し、モスクワオリンピックにちなんだオリジナルのものであり、一部は当時メンバーが声を演じていたアニメキャラに関連するものになっている。
  - CDでは、オムニバスCD『ディスコ歌謡コレクション・キング編 ディスコお富さん』および『ミュージックファイルシリーズ/MFコンピレーション 超空想オリンピック』に収録されている。
  - B面は富田耕生 & 富山敬の「アバダバ ハネムーン」（Aba Daba Honeymoon）1914年に発表され、1950年に映画『Two weeks with Love』でデビー・レイノルズとカールトン・カーペンターが歌いヒットしたスタンダード・ナンバーのカバー。訳詞：藤公之介
- OH!サムライ（1980年、ジンギスカンの「サムライ」のカバー、訳詞：藤公之介　品番：GK-392）
  - B面は富山敬の「アニメーション・ドリーム」（作詞：藤公之介、作曲：佐瀬寿一）。「アニメーション・ドリーム」は2017年に井上和彦、三ツ矢雄二、水島裕によるユニット「FULL Kabs」がアルバム『FULL Labs 〜伝説には未だ早い!〜』でカバーした。

 アルバム 
- バオバブ・パーティー（1980年3月5日　品番：SKS-111）
  - オリコンLPチャート最高77位[5]
- バオバブ・パーティー2（1981年　品番：K25A-120）
- 夢みるお年頃（1981年　品番：K25A-207）

 その他 
- 王様の耳はファンタジー（1980年2月　品番：SKS-104）
  - 劇団がらくた工房のミュージカル「王様の耳はファンタジー」サウンドトラック。バオバブシンガーズ名義の「王様の耳はファンタジー」「パラレルワールド」「前夜祭はあとのまつり」を収録。「王様の耳はファンタジー」は、CDでは1996年発売の『山本正之作品大全集』（ワーナーミュージック・ジャパン　品番：WPC6-8255）のディスク2に収録。

## 所属声優

### 男性
| あ行 - 赤地紅河 - 足立学（声のみ預かり） - 石川ひろあき - 石丸博也（Archive） - 市原将弘 - 伊藤和正 - 尾方雄星 か行 - 海渡翼 - 加瀬英臣 - 鎌田隆世 - 紙本瞬 - 木村雅史 - 古賀明 | さ行 - 酒井聖也 - 渋谷茂 - 白熊寛嗣 - 菅原淳一 - 園部好德 た行 - 高木友作 - 滝沢聖波 - 田谷隼 - 登内達也 - 鳥海勝美 | な行 - 中井拓真 - 仲村水希 - 二木諒 - 西川幾雄 - 西村亘北 は行 - 蓮池龍三 - 蓮宮岳琉 - 柊一希 - 疋田高志 - 久田康樹 - 広瀬正志 - 深澤純 - 福島健太郎 - 船木まひと - 古川裕隆 - 保坂滉平 | ま行 - 町田政則 - 松井一憲 - 松丸幸太郎 - 松村颯太 - 真仲恵吾 - 水中雅章 - 水野駿太郎 - 三戸耕三 - 宮﨑聡 や行 - 山口りゅう - 山下創也 - 横尾博之 - 横田成吾 わ行 - 渡辺和貴 |

### 女性
| あ行 - 藍沢歩実 - 赤池裕美子 - あきやまかおる - 天田有希子 - 有馬莞奈 - 池田果奈子 - 今井詩子 - 岩崎里菜 - 岩橋由佳 - 岩渕友紀 - 梅田貴公美 - 大地睦美 | か行 - 花藤蓮 - 金元寿子 - 北原美和 - 木村朱里 - 日下ちひろ - 久保田恵 - 倉本華瑠 - 黒河奈美 - 黒崎しおり - 好村俊子（Archive） - こおろぎさとみ - 小寺麻未 さ行 - 佐伯華夏 - 榊夏美 - 咲乃藍里 - 咲楽菜央 - 櫻井海亜 - 椎間空蓮 - 篠田早貴 - 鈴木咲 | た行 - 田浦環 - 滝沢ロコ - 竹口安芸子 - 橘茶江子 - 立石みこ - 田中真奈美 - 天神林ともみ - 冨樫かずみ な行 - 中原ゆの - 西野香凜 - 和ゆきな - 野宮佳乃 - 野村須磨子 は行 - 原ミユキ - 日岡なつみ - 日向ゆきこ - 平田真菜 - 藤井麻理子 - 藤原美央子 - 星野千寿子 | ま行 - 槇原千夏 - 真柴摩利 - 松岡由貴 - 水原音 - 翠準子（Archive） - 峰あつ子 - 本井えみ - 本宮佳奈 - 森下紗羽 や行 - 柳楽花乃 - 八雲美月 - 山浦早織 - 山川亜弥 - 幸長未来 - 弓場沙織 - 吉田美保 ら行 - 梁純夏 わ行 - 若守みづき - 和久井まな |

## 配信ラジオ番組
- ふわゆる〜♪こしょこしょ話

## 声優によるキャスティング協力
シンエイ動画作品
- エスパー魔美（1987年）
- チンプイ（1989年）
- ガタピシ（1990年）
- どろろんぱっ!（1991年）
- 21エモン（1991年）
- 忍ペンまん丸（1997年）
- あたしンち（2002年）
- ドラえもん（テレビ朝日第2期版）（2005年）
- ご姉弟物語（2009年）
- エリアの騎士（2012年）
- 黒魔女さんが通る!（2012年）
- となりの関くん（2014年） - ケンユウオフィスと折半

トムス・エンタテインメント（東京ムービー）作品
- 魔法騎士レイアース（1994年）
- 怪盗セイントテール（1995年）
- 名探偵コナン（1996年）
- モンスターファームシリーズ（1999年 - 2000年）
- PROJECT ARMSシリーズ（2001年）
- 天使な小生意気（2002年）

サンライズ（バンダイナムコピクチャーズ）作品
- ガンバリスト!駿（1996年）
- 無限のリヴァイアス（1999年）
- ニャニがニャンだー ニャンダーかめん（2000年）
- GEAR戦士電童（2000年）
- スクライド（2001年）
- 激闘!クラッシュギアTURBO（2001年）
- クラッシュギアNitro（2003年）
- 陰陽大戦記（2004年）
- 古代王者 恐竜キング Dキッズ・アドベンチャーシリーズ - オフィスPAC、ケンユウオフィスと折半
- バトルスピリッツシリーズ（2008年 - 2013年） - テレビ朝日系列での地上波放映時
- トライブクルクル（2014年） - ケンユウオフィスと折半
- ブレイブビーツ（2015年） - ケンユウオフィスと折半

その他の作品
- 宇宙大帝ゴッドシグマ（1980年）
- 百獣王ゴライオン（1981年）
- 忍たま乱太郎（1993年）
- ぼくの地球を守って（1993年）
- ポポロクロイス物語（1998年）
- アニメまんざい（2000年）
- ガン・ソード（2005年）
- Kawaii! JeNny（2007年）

など。

## ぷろだくしょんバオバブから独立した声優事務所
- 81プロデュース（1981年）
- ティーズファクトリー（1999年）
- ケンユウオフィス（2002年）
- アップアンドアップス（2013年）